# Ákos Kőszegi
Dans le nom hongrois Kőszegi Ákos, le nom de famille précède le prénom, mais cet article utilise l’ordre habituel en français Ákos Kőszegi, où le prénom précède le nom.
Ákos Kőszegi, né le 23 septembre 1960 à Budapest, est un acteur hongrois.

## Biographie
Ákos Kőszegi est diplômé de l'École supérieure d'art dramatique et cinématographique (Színház- és Filmművészeti Főiskola) de Budapest en 1985.
Essentiellement acteur de théâtre et de télévision, il est d'ailleurs spécialiste du doublage, étant notamment responsable des voix hongroises de Tom Hanks, Colin Firth, Samuel L. Jackson ou encore Daniel Auteuil. Il a aussi doublé la voix du père manchot dans la version hongroise de La Marche de l'empereur.

## Filmographie
- 2013 : Le Grand Cahier (A nagy füzet), de János Szász : l'officier hongrois